# Akalat à poitrine écaillée
Illadopsis albipectus
Espèce
Statut de conservation UICN

 LC  : Préoccupation mineure
Répartition géographique
L’Akalat à poitrine écaillée (Illadopsis albipectus) est une espèce de passereau de la famille des Pellorneidae.

## Description
L'Akalat à poitrine écaillée a un cou blanc, une queue, des yeux et un ventre brun.
Cet oiseau mesure environ 14 cm pour un poids allant de 25 à 38 g.

## Répartition
Cet oiseau est réparti à travers l'Afrique centrale et le bassin du Congo, avec des populations isolées en Angola, au Soudan du Sud et en Ouganda.

## Habitat
Il habite les forêts humides tropicales et subtropicales de basse altitude.